# Jak and Daxter

Logo della serie

Jak and Daxter è una serie di videogiochi originariamente sviluppata da Naughty Dog per le piattaforme Sony PlayStation 2, PlayStation Portable e successivamente riproposta sotto forma di remaster sulle piattaforme PlayStation 3, PlayStation 4, Playstation 5 e PlayStation Vita. Protagonisti di tale serie sono Jak ed il suo fedele amico Daxter.
In cinque dei sei titoli sin qui prodotti, Jak risulta il personaggio principale. Inoltre, nel 2006 è uscito uno spin-off, Daxter, incentrato sulle vicende dell'omonimo personaggio.

## Videogiochi

### Serie principale
| Titolo                                  | Anno           | Console                             | Sviluppatore          |
| Saga originale                          | Saga originale | Saga originale                      | Saga originale        |
| --------------------------------------- | -------------- | ----------------------------------- | --------------------- |
| Jak and Daxter: The Precursor Legacy    | 2001           | PlayStation 2                       | Naughty Dog           |
| Jak II: Renegade                        | 2003           | PlayStation 2                       | Naughty Dog           |
| Jak 3                                   | 2004           | PlayStation 2                       | Naughty Dog           |
| Spin-off                                |                |                                     |                       |
| Jak X                                   | 2005           | PlayStation 2                       | Naughty Dog           |
| Daxter                                  | 2006           | PlayStation Portable                | Ready at Dawn Studios |
| Jak and Daxter: Una sfida senza confini | 2009           | PlayStation 2, PlayStation Portable | High Impact Games     |

### Altri giochi
| Titolo                                               | Anno | Console                         | Sviluppatore                            |
| ---------------------------------------------------- | ---- | ------------------------------- | --------------------------------------- |
| PlayStation Move Heroes - Insieme per la prima volta | 2011 | PlayStation 3                   | Nihilistic Software                     |
| The Jak and Daxter Trilogy                           | 2012 | PlayStation 3, PlayStation Vita | Mass Media Inc., Naughty Dog            |
| PlayStation All-Stars Battle Royale                  | 2012 | PlayStation 3, PlayStation Vita | SuperBot Entertainment, Bluepoint Games |

## Saga

### Jak and Daxter: The Precursor Legacy
Nel 2001 è stato prodotto il primo capitolo della saga, Jak and Daxter: The Precursor Legacy.
È stato uno dei primi videogiochi per Playstation 2. Presenta quindi tutti gli echi dei gloriosi videogiochi PlayStation tra cui Crash Bandicoot, vecchio successo della Naughty Dog (oltre tutto sembrano esserci alcune somiglianze come ad esempio le costruzioni del villaggio di Sandover molto simili alla casa di Crash mostrata in Crash Bandicoot 3: Warped, oppure la pianta carnivora di Samos, molto simile a quella che troviamo in Crash Bandicoot 2 nel livello Air Crash). Inoltre il colore del pelo di Daxter è uguale a quello di Crash.

#### Trama
La storia inizia dal villaggio di Sandover, dove Samos introduce il mistero che avvolge la storia dei Precursor, creature ancestrali il cui retaggio consiste in ciclopiche statue, curiosi artefatti sparsi in tutto il mondo e nell'eco, l'energia che muove la Terra.
L’attenzione si sposta su due ragazzi: il primo, Jak, è un tipo atletico e coraggioso; il secondo, Daxter è l'amico fidato di Jak ed è più tonto e impacciato. Entrambi tuttavia condividono una forte curiosità nei confronti di ciò che si trova al di fuori del villaggio, ed è proprio questa caratteristica che li porterà sull'isola della nebbia, dove troveranno una sospetta adunanza di loschi figuri. Tra la massa, spiccano due individui che si riveleranno come i Saggi dell'eco oscuro:
Gol e Maia.
Prosegue così l'esplorazione dei due protagonisti sull'isola della nebbia, fino a quando si imbattono nei pressi di una pozza di eco oscuro e in uno strano manufatto precursor, che al tocco di Jak si illumina di rosso. Subito dopo, un Lurker (un mostro molto comune all'interno del gioco), gli si avvicina e fa inciampare Jak contro Daxter, che finisce all'interno della pozza. Una volta riemerso, le sembianze di Dax diventano quelle di un Ottsel (etimologia- Otter+Weasel: un incrocio tra una Lontra e un Furetto), e tali rimarranno per tutta la durata della saga.
Sconvolti dell'accaduto i due tornano a Sandover sicuri che Samos, il saggio dell'eco verde, abbia la soluzione del loro problema. Purtroppo così non sarà, e il duo sarà costretto a viaggiare verso nord, fino alla cittadella di Gol e Maia, i Saggi dell'eco oscuro. Kiera, figlia di Samos ed esperta meccanica, si offre di aiutare i due protagonisti, a patto che riescano a trovare 20 batterie precursor per far funzionare lo scudo termico dello Zoomer (una moto volante) in modo da poter superare indenni il Canyon di Fuoco.
Dopo aver fatto ciò, Jak e Daxter raggiungono la prima tappa del loro viaggio, dove, stando a quanto dettogli, abita il saggio dell'eco blu, che da anni non si fa più sentire. Arrivati alla capanna dove abita però la situazione diventa chiara: il saggio è stato rapito. Dopo essersi fatti raggiungere da Samos e Kiera per mezzo del teletrasporto all'interno dell'abitazione del saggio locale, da un guerriero in lacrime i due apprendono che prima del suo rapimento il saggio stava costruendo una macchina in grado di sollevare un macigno di 30 tonnellate, messo lì da Klaww, un Lurker gigante, per bloccare il passo che porta al suo cospetto, così che nessuno possa sconfiggerlo. Per far funzionare questo marchingegno, il duo avrà bisogno di rimediare altre batterie.
Una volta fatto ciò, sconfitto il mostro, e arrivati alla fine di un passo montano prima che i Lurker facciano detonare un'enorme quantità di esplosivo, i nostri eroi si ritrovano a Cratere Vulcanico, dove al centro si erge la capanna del saggio dell'eco rosso, anch'egli sparito, con all'interno il rispettivo teletrasporto che farà giungere Samos e Kiera nuovamente alla presenza di Jak e Daxter.  Dopo essersi riuniti tutti, si materializzano nella capanna anche Gol e Maia, che subito iniziano a parlare dando evidenti segni di squilibrio mentale, e svelando i loro piani: Loro hanno rapito i Saggi, dopo aver appreso i segreti dell'eco oscuro ed hanno intenzione di aprire i silos di eco, al fine di ottenere altra energia oscura, ignorando che questo avrà effetti devastanti sul pianeta.  Adesso più che mai i due eroi dovranno raggiungere la cittadella di Gol e Maia, e dopo aver raccolto le 72 batterie necessarie allo Zoomer per potenziare lo scudo termico e superare la seconda gola vulcanica, arrivano finalmente alla fine del loro viaggio. Tuttavia, quando Jak avvia l'ultimo teletrasporto, solo Kiera ne esce, Samos infatti è stato rapito da Gol, come gli altri tre Saggi prima di lui.
La cittadella di Gol e Maia si presenta come un'enorme prigione per un gigantesco robot Precursor, al quale sono state annesse diverse armi progettate dai due antagonisti, intorno alla quale fluttuano piattaforme rotanti per rendere meno accessibili ai nostri eroi, le gabbie dove sono imprigionati i quattro Saggi.  Dopo aver liberato tutti e quattro i saggi, appaiono Gol e Maia, che entrano nel robot Precursor prendendone il comando. Usciti anche Jak e Daxter dalla cittadella, inizia l'ultimo scontro con il robot controllato dai saggi dell'eco oscuro, che sta tentando di aprire un silos. I due, aiutati da i quattro saggi, e da una minima quantità di eco di luce, formatosi grazie a loro, riescono a rinchiudere il robot all'interno del silos. Successivamente alla loro vittoria, Jak, Daxter, i Saggi e Kiera, si riuniscono sul tetto della cittadella per festeggiare la vittoria, e li si accorgono, con grande stupore, che dietro di loro si erge un gigantesco portale, che per aprirsi necessita di ben cento batterie. Se si apre il portale, si potranno rileggere i titoli di coda.

### Jak II: Renegade
Nel 2003 è uscito l'atteso seguito di The Precursor Legacy, Jak II: Renegade. In Italia e in Europa anglofona il secondo capitolo è stato chiamato così, mentre negli Stati Uniti è uscito semplicemente come Jak II. In altri Paesi il titolo viene anche tradotto: Jak II : Hors-la-loi in Paesi francofoni, Jak II: El Renagado in Spagna. In Giappone il secondo capitolo è conosciuto come Jak and Daxter II (ジャック×ダクスター2). Il grado di difficoltà di questo gioco, rispetto al precedente è molto più elevato.
Questo titolo è una specie di prova per Naughty Dog che, notando l'avanzamento del mercato videoludico verso temi più maturi e meno giocosi, si ispira alla saga di Grand Theft Auto per creare un gioco che segnerà uno stile unico e riconoscibile dal primo sguardo.

#### Trama
Dopo la sconfitta di Gol e Maia, Jak, Daxter, Samos e Keira si sono dedicati allo studio dei macchinari presenti nel tempio Precursor: l'introduzione del gioco mostra i quattro personaggi intenti ad analizzare un mezzo di trasporto, detto Rift Ride, connesso a un portale. Jak riesce ad attivare la macchina che interagisce con il portale, dal quale fuoriescono creature sconosciute; quindi fa la sua comparsa un mostro che tenta di catturare Jak. Egli accende i motori del veicolo che si lancia nel portale, riuscendo a sfuggire alla creatura, ma viene improvvisamente colpito da un fulmine mentre attraversa un tunnel spazio-temporale: Jak e Daxter vengono quindi separati da Keira e Samos. I due piombano dal cielo per le strade di una grande metropoli futuristica, Haven City, e il ragazzo viene immediatamente catturato da un gruppo di soldati guidati dal loro comandante Errol; Daxter sfugge comunque alla prigionia cui Jak è condannato per due anni. In questo periodo è utilizzato come cavia per il progetto Guerriero Oscuro, un programma finanziato dal Barone Praxis (governatore della città) allo scopo di creare mediante iniezioni di Eco Oscuro una formidabile arma umana per sterminare le Teste di Metallo, una specie particolarmente brutale che cinge d'assedio la città.
Daxter riesce infine a liberare Jak ed entrambi evadono. In strada si imbattono nell'anziano Kor in compagnia di un bambino; l'uomo chiede il soccorso di Jak contro una squadra di Guardie Kremizi, principale strumento di oppressione di Praxis: dopo aver sgominato i soldati grazie ai nuovi poteri derivantidall'esposizione all'Eco, Jak viene indirizzato al Mondo sotterraneo, una fazione avversa al regime capitanata da Torn e dal misterioso personaggio detto L'Ombra, che mira a rimettere sul trono il bambino, ultimo erede legittimo della Casata di Mar che governava la città prima dell'usurpazione del Barone. Jak, guidato dalla vendetta e dal rancore verso Praxis ed Errol, riesce a farsi accettare nei ranghi del movimento di resistenza per conto del quale devasta un arsenale delle Guardie Kremizi, nel quale assiste a un incontro tra alcuni soldati che consegnano barili di Eco Oscuro alle Teste di Metallo; quindi inizia a lavorare per il potente signore del crimine Krew, proprietario di un locale nella zona del porto che nel corso del gioco fornisce al protagonista armi e potenziamenti. Dopo aver salvato il membro della resistenza Vin dalla miniera fuori città, attaccata dalle Teste di Metallo, Jak riesce a penetrare nel Palazzo del Barone: qui trova conferma che Praxis sta usando l'Eco per allentare l'assedio delle creature senza tuttavia farlo terminare, in modo da giustificare e rafforzare la propria leadership. Dopo una battaglia inconcludente con il Barone, Jak ritrova Keira, che lavora come meccanico allo Stadio e sta cercando di ricostruire il Rift Ride: ella informa Jak che il vincitore delle tre gare di corse (sport popolare e assai violento) può visitare il Palazzo.
Le forze del Barone e del Mondo Sotterraneo combattono per svelare i segreti della Tomba di Mar, nella quale è custodita la Pietra dei Precursor, ritenuta un'arma di impressionante potenza: su consiglio di Ashelin (figlia del Barone e affiliata segretamente alla resistenza) e dell'indovina cieca Onin, Jak parte alla ricerca di tre manufatti e del Sigillo di Mar. I tre oggetti sono rinvenuti nel Tempio della Montagna, mentre i tre pezzi del sigillo sono recuperati in seguito a pericolose missioni fuori città e a scontri con le Guardie. Jak e Daxter capiscono inoltre, nel corso di un incarico affidato loro da Torn, di trovarsi in realtà nel futuro: nella cosiddetta Città Morta trovano infatti la capanna di Samos. Subito dopo incontrano l'Ombra, che si rivela essere una versione più giovane del vecchio saggio.
Adoperando i tre artefatti e il sigillo, Jak scopre la precisa ubicazione della Tomba, nel centro cittadino. Il protagonista affronta vari ostacoli, prove d'intelligenza e trabocchetti e riesce ad accedere alla sala che custodisce la Pietra, che gli viene donata da un'entità Precursor. Tuttavia il Barone fa irruzione a bordo di un mezzo da combattimento: egli ha saputo della scoperta della Tomba e ha attaccato il Mondo Sotterraneo facendo prigionieri Kor, il bambino e Samos. Jak ingaggia battaglia e lo sconfigge, ma Praxis riesce comunque a fuggire con la Pietra; il ragazzo si incontra con Torn e riesce a penetrare nelle prigioni, annientare la guarnigione e liberare i prigionieri, tra i quali ci sono anche Keira e il Samos più anziano. Dovendo recuperare la Pietra, Jak e Daxter si impegnano nelle gare cittadine e vincono le corse di Terza e Seconda classe; nel frattempo aumentano le missioni per le quali sono ingaggiati dall'avido Krew e stringono amicizia con uno dei suoi uomini, Sig. Per conto del boss mafioso, Jak rintraccia la Statua di Mar nella rete fognaria della città e prende la Chiave di Rubino, ambita da Krew; in seguito scorta alcuni suoi uomini alla Statua che essi fanno saltare in aria per consegnare a Krew il Cuore di Mar, suscitando la disapprovazione di Jak.
Mentre la pressione dell'assedio aumenta, Kor invia inspiegabilmente Jak a sabotare le macchine e i moduli d'estrazione alla Miniera e alla Piattaforma di Estrazione, tagliando i rifornimenti di Eco al Barone. Tornato in città, Jak si cimenta nella gara di Prima classe alla quale partecipa anche Errol, desideroso di batterlo e ucciderlo durante la competizione: Jak arriva primo ed Errol, furioso per la sconfitta, cerca di investirlo con il proprio veicolo da corsa ma lo manca e si schianta contro una catasta di barili di Eco; l'esplosione sembra ucciderlo. Nel Palazzo Jak ha un drammatico colloquio con Ashelin che lo informa che il padre e Krew si sarebbero incontrati alla Fabbrica d'Armi fuori città. Jak vi si reca e, dopo una battaglia con le Guardie Kremizi, trova Krew su una piattaforma dove è collocata una specie di bomba atomica, da inviare assieme alla Pietra sull'ultimo cargo di Eco Oscuro al nido delle Teste di Metallo, che così sarebbero state distrutte dall'esplosione. Krew ordina quindi a Jak di tenersi fuori dalla questione, ma il ragazzo si rifiuta: inizia un serrato scontro che vede la sconfitta di Krew, Jak recupera il Cuore di Mar e lascia la Fabbrica, annientata dalla detonazione dell'ordigno che uccide il boss mafioso. In città Jak trova anche una Mappa del Tempo nascosta nel locale di Krew, oggetto indispensabile per far funzionare il Rift Ride: invia dunque la Mappa e il Cuore di Mar a Keira. La situazione è però precipitata perché Sig, su ordine di Krew, ha aperto con la Chiave alcune porte nelle mura della città e le Teste di Metallo sono sciamate in città; apparentemente Sig rimane ucciso.
Su indicazione di Vin, che muore subito dopo, Jak segue il Barone in una zona semiabbandonata della città, dove fa la sua apparizione Kor che esegue una mostruosa mutazione e si palesa essere il capo delle Teste di Metallo, nonché la creatura apparsa all'inizio del gioco. Quindi ferisce a morte il Barone, rifiutatosi di consegnargli la Pietra, e vola via al nido dopo aver catturato il bambino; prima di morire, Praxis consegna a Jak la Pietra. A questo punto Jak, Keira e i due Samos decidono di portare il "Rift Ride" nel covo delle Teste di Metallo dove si trova l'ultimo portale temporale; Jak li precede e penetra nel nido in parte sguarnito, dove incontra Kor. Costui rivela a Jak che la Pietra è in realtà un uovo Precursor e che il bambino non è altri che il giovane Jak, destinato a recarsi nel passato per crescere e divenire abbastanza forte da salvare Haven City. Dopo una dura battaglia Jak uccide Kor e libera il bambino che, assieme a Samos giovane, torna indietro nel tempo con il Rift Ride. Il gioco si conclude con i festeggiamenti per la vittoria sulle Teste di Metallo nel locale di Krew, che Daxter ha preso per sé; alcune sequenze mostrano che Ashelin è divenuta governatrice della città, Torn è comandante del rinnovato corpo delle Guardie Kremizi, e che Sig sebbene ferito è sopravvissuto all'attacco.

### Jak 3
Il terzo capitolo della saga uscì nel 2004 col nome di Jak 3. In questo episodio della serie, Jak si ritroverà nel deserto fuori da Haven City sin dall'inizio del gioco, poiché è accusato di aver fomentato una rivolta.

### Jak X
Il quarto episodio della saga, Jak X, è uscito nel 2005. Il capitolo non si incentra più molto sulle avventure dei due amici, ma più sulle gare automobilistiche. Tuttavia la trama continua anche in questo capitolo.

### Daxter
Nel 2006 è uscito uno spin-off della serie, Daxter, incentrato sulle vicende dell'omonimo personaggio. Questo capitolo è uscito per PlayStation Portable.
Il gioco è ambientato ad Haven City dove Jak viene catturato e fatto prigioniero, mentre Daxter cerca il modo di liberare l'amico viene assunto presso un'agenzia di disinfestazione, dopo aver ripulito la città dagli insetti di metallo sconfigge Kaeden e libera Jak.

### Jak and Daxter: Una sfida senza confini
È il sesto videogioco della serie Jak and Daxter che è uscito il 19 novembre 2009 ed è disponibile per PlayStation 2 e PlayStation Portable. Il gioco è stato sviluppato dalla High Impact Games invece che dalla sviluppatrice dei prequel Naughty Dog.
Il malcontento generale dei fan della serie è stato suscitato dal fatto di non realizzare il videogioco per PlayStation 3 e di far realizzare questo capitolo della saga da un'altra azienda produttrice di videogiochi.
Un altro elemento di malcontento generale è stato causato, sia in Italia che negli Stati Uniti, dal cambio di doppiatore del personaggio di Jak, infatti questo è l'unico gioco in cui è presente Jak a non essere stato doppiato da Claudio Moneta, tale doppiatore è stato ripristinato nei videogiochi PlayStation Move Heroes e PlayStation All-Stars Battle Royale.
Jak e Daxter sono in viaggio con Kiera per trovare nuove fonti di eco, che sta terminando, e per permetterle di diventare un saggio di eco. Jak trova un cristallo che funziona come un prisma di eco, così Kiera lo sfrutta per trasformare l'eco oscuro di Jak in eco di vari colori. Il Jetboard è assente, così come gli zoomer, ma Jak potrà usare degli aerei per esplorare la soglia, il confine del suo mondo. È il primo videogioco di Jak and Daxter nel giro di 3 anni, visto che l'ultimo videogame, Daxter, uscì nel 2006.

### The Jak and Daxter Trilogy
Raccolta in alta definizione per PlayStation 3 e PlayStation Vita di Jak and Daxter: The Precursor Legacy, Jak II: Renegade e Jak 3 sviluppato da Mass Media Inc. con il supporto di Naughty Dog. I tre capitoli sono rimasterizzati in HD con risoluzione a 720p, animazioni più fluide e più di 100 trofei da collezionare (tra cui 3 di platino, uno per gioco). Conosciuto in USA con il nome Jak and Daxter Collection, è uscito in Europa il 22 febbraio 2012.
Nel giugno 2013 la trilogia è uscita anche per PlayStation Vita.

### The Jak and Daxter Collection
Nel dicembre del 2017 viene presentato The Jak and Daxter Collection, disponibile per Playstation 4. La Collection racchiude ora 4 capitoli della saga: Jak and Daxter: The Precursor Legacy, Jak II: Renegade, Jak 3 e Jak X: Combat Racing. Viene svolto un up-rendendering a 1080p e include un platino a gioco con i rispettivi trofei.

### PlayStation Move Heroes - Insieme per la prima volta
Jak e Daxter compaiono nel noto gioco crossover uscito nel 2011. I due si alleeranno con Ratchet e Clank, i protagonisti dell'omonima serie, e con Sly Cooper e Bentley, i protagonisti della serie Sly Raccoon, per sventare una nuova minaccia.

### PlayStation All-Stars Battle Royale
Jak e Daxter compaiono come personaggi utilizzabili nel videogioco di azione disponibile per PS3 e PS Vita.

## Personaggi principali
I personaggi della serie appartengono ad un immaginario universo fantasy ed hanno una fisionomia molto simile a quella umana, ma con orecchie allungate e pelle colorata.

### Jak
Jak può essere ritenuto il protagonista della serie. Nel primo capitolo Jak and Daxter: The Precursor Legacy, Jak appare come un ragazzo semplice, molto atletico e silenzioso (non pronuncerà una sola parola durante tutto il gioco). Il personaggio tuttavia subirà un forte cambiamento a partire dal secondo capitolo Jak II: Renegade, assieme anche allo stile della serie (molto più Cyberpunk e meno allegra e spensierata). Jak infatti appare stavolta come personaggio parlante, con dentro di sé i poteri dell'eco oscuro per esser stato vittima di un esperimento iniziale, che lo renderanno molto più cupo ed in grado di mutarsi in Dark Jak. In Jak 3 grazie ai poteri dei Precausor risveglia in se l'eco luminoso assumendo fattezze angeliche.
Si dimostra un valido pilota: vince il campionato e batte Errol in Jak II, in Jak 3 batte Kleiver con un mezzo nettamente superiore al suo e in Jak X vince il campionato mondiale, battendo avversari del calibro di Razer e UR-86. Nell'ultimo capitolo Jak si trova ai confini del mondo pilotando invece navette volanti nettamente superiori ai veicoli di Haven City.

### Daxter
Daxter è la spalla di Jak e il secondo protagonista della serie. Per quasi tutta l'avventura infatti si troverà sulla sua spalla, coprendo un ruolo di co-protagonista. Daxter apparteneva inizialmente alla stessa razza di Jak. Tuttavia, a causa di una caduta in una pozza di eco oscuro all'inizio di Jak and Daxter: The Precursor Legacy, viene trasformato in una specie di topo arancione che poi si scoprirà, in Jak 3, essere in realtà un Precursor. Daxter è un gran chiacchierone, non molto coraggioso come il suo compagno, ma comunque sempre disposto ad aiutarlo formando con lui una solida coppia.
In Jak and Daxter: The Precursor Legacy non sarà mai giocabile e si limiterà a stare sulla spalla dell'amico. In Jak II avremo il controllo di Daxter in due occasioni: quando è inseguito da un gigantesco ragno e quando dovrà rimpiazzare Jak in una corsa del campionato di Haven City che, vincendo, permette alla scuderia di Kiera di gareggiare in finale. In Jak 3 dovrà passare attraverso tubi e cunicoli per rendere possibile all'amico il passaggio di vari ostacoli. Dovrà pure guidare un razzo, destinato però a schiantarsi durante la guerra a Haven City, per liberare un passaggio altrimenti bloccato.
All'inizio era evidente che Daxter avesse una cotta per Kiera, ma a partire da Jak II si innamora di Tess, giovane ragazza appartenente al 'Mondo Sotterraneo', e in Jak 3 viene trasformata a causa di una sua domanda posta male in un Ottsel.

### Samos
Samos è il saggio verde. Esperto, di fatto, dell'eco verde e grande amico di Jak e Daxter. In Jak II si scoprirà che è originario del futuro, infatti verso la fine del gioco, attraverserà il portale per il passato assieme a Jak ancora bambino, per potersi prendere cura di lui fino agli eventi accaduti in Jak and Daxter: The Precursor Legacy.

### Keira
Keira è la figlia di Samos e tra lei e Jak sembra intercorra un particolare legame affettivo. Infatti è possibile vedere che i due cercano di baciarsi alla conclusione di Jak and Daxter: The Precursor Legacy e di Jak II, venendo però interrotti da Daxter, che prima aveva una cotta per la giovane. Jak e Kiera si baceranno solo alla conclusione di Jak X, dopo che però questo ha avuto una breve storia con Ashelin.
Kiera si dimostra un'abile meccanica, come mostrato in Jak II, dove costruisce il Jet Board, una specie di skateboard fluttuante, e possiede una scuderia per la quale correrà Jak. Oltretutto anche Errol, il miglior pilota in città, la desidera come meccanico personale e perciò entra in competizione con Jak. In Jak X, Keira, è il meccanico personale proprio dell'amico.

## Ambientazioni

### Continente diJak and Daxter: The Precursor Legacy
L'ambientazione del primo videogioco della serie dove svolgono le ricerche i Saggi dell'Eco. I luoghi principali sono il Villaggio di Sandover, il Villaggio Roccioso, il Cratere Vulcanico e la Cittadella di Gol e Maia, ma vi sono tuttavia altri luoghi esplorabili per ottenere tutte le batterie necessarie a finire la storia.

### Haven City
L'ambientazione principale di Jak 2: Renegade; si tratta di una grande metropoli governata dal Barone Praxis. Essa è divisa in diverse aree: i bassifondi a nord-est, la zona stadio a nord-ovest, il porto a sud, il mercato, gli orti e la zona dei canali a ovest, la zona industriale a est. Appena fuori dal palazzo del Barone, sotto una sua immensa statua, si trova la tomba di Mar, il fondatore di Haven City. Dalla città si può poi accedere a diverse altre aree come la foresta rifugio, il tempio Precursor, la stazione di pompaggio, le fogne e la città morta. Una navicella delle guardie potrà portare Jak allo scavo del Barone, dove sono situati anche la fabbrica di armi segreta di Krew e il villaggio dei Nascosti.
In Jak 3 l'aspetto della città cambia completamente: al posto della zona degli orti vi è ora un'area controllata dalle teste di metallo in cui scorre un fiume d'acido, mentre il resto della città, ad eccezione del porto, è in rovina. A nord-est, dove prima c'erano i bassifondi, vi è ora la parte lussureggiante della città. La zona industriale è invece controllata dalle Guardie Kremizi di Cyber Errol, mentre le teste di metallo hanno nelle mani anche lo stadio e l'area dei canali.
Haven City è anche l'ambientazione principale di Daxter.
Il mezzo di trasporto principale sono vari veicoli volanti come overcraft e speciali moto volanti.

### Spargus City
Spargus è la città dei reietti, coloro esiliati nel deserto dal Barone Praxis. La città è retta da una monarchia, il cui primo re conosciuto è Damas. Alla sua morte Sig diverrà il nuovo monarca. In cima alla città c'è un faro che richiama coloro che si disperdono nel deserto. Vi è inoltre un'arena dove i gladiatori e i predoni si sfidano a colpi d'arma da fuoco e il palazzo del sovrano della città poco distante. Appare per la prima volta in Jak 3.
Il mezzo di trasporto principale sono dei lucertoloni, impiegati dai bellicosi abitanti anche in corse per le strade della città. Da essa si può accedere al deserto, solitamente esplorato a bordo di uno dei veicoli contenuti nel garage della città.

### Deserto
Si tratta dell'area esterna a Spargus. Qui molto spesso si possono incontrare predoni a bordo dei loro veicoli. L'area è contrassegnata da enormi dune di sabbia, ponti malmessi in cima a dei dirupi, un covo di teste di metallo, un'oasi e anche il tempio dei monaci, situato su un'isola a sud. Poco distante si trova uno dei covi dei predoni. Vi si trovano anche i resti di un villaggio, dove gli abitanti di Spargus sono soliti allevare i lucertoloni. In alcune missioni fanno la loro comparsa alcune enormi teste di metallo teropodi armate di cannone. Sparsi nel deserto ci sono anche degli oracoli che vi permetteranno di affrontare diverse sfide sul vostro veicolo e di guadagnare così le uova precursor.
Al centro del deserto vi è un grande vulcano che è possibile esplorare durante una sola missione in Jak 3. Al suo interno si trovano i resti di un Creatore Oscuro.

### Kras City
È la città immaginaria del gioco in cui governa la legge criminale e delle corse clandestine. Costituisce la principale ambientazione di Jak X.

### Confini del mondo
I confini del mondo sono una zona del mondo di Jak and Daxter che appare in Jak and Daxter:una sfida senza confini:è costituita da una serie di isole volanti tra le quali ci si sposta con velivoli o aeronavi. Su una di esse si trova la città di Aeropa, comandata dal Duca Skyhead, esplorabile solo all'inizio del gioco. Gran parte dell'azione si sposterà infatti sulla nave del pirata Phoenix o nella città segreta dei pirati volanti, dove si trova una frequentata osteria.

## Doppiaggio
- Jak: Claudio Moneta
- Daxter: Daniele Demma
- Samos: Giovanni Battezzato
- Keira: Stefania Patruno